# Syrena (urządzenie do sygnalizacji dźwiękowej)

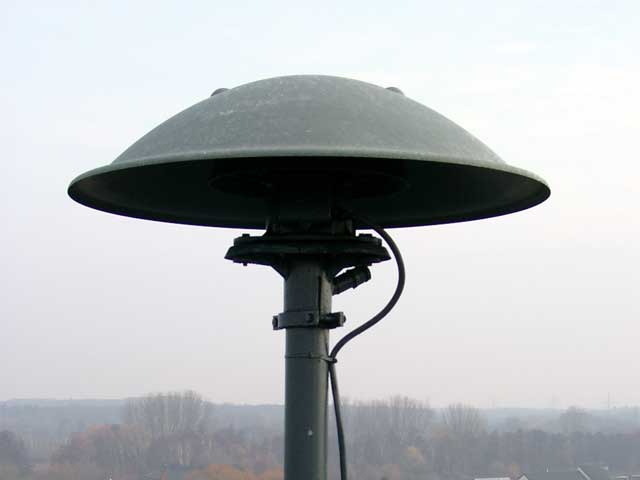
Syrena elektromechaniczna

Syrena (urządzenie do sygnalizacji dźwiękowej) – urządzenie akustyczne, w którym dźwięk generowany jest przez obracający się wirnik lub wiatraczek. Używane do powiadamiania ludności o zaistniałych klęskach żywiołowych lub stanach alarmowych. W dzisiejszych czasach używane przede wszystkim przez ochotnicze straże pożarne do alarmowania swoich członków czynnych o zaistniałym pożarze lub innym miejscowym zagrożeniu, a także przez polską Obronę Cywilną do powiadamiania o zagrożeniach powodziowych. Są również używane przez pojazdy uprzywilejowane do powiadamiania uczestników ruchu drogowego o uprzywilejowaniu owego pojazdu w ruchu drogowym. 
Syreny te uruchamiane są ze Stanowisk Kierowania Komendantów Miejskich i Powiatowych Państwowej Straży Pożarnej, Wojewódzkich Stanowisk Koordynacji Ratownictwa, Krajowego Centrum Koordynacji Ratownictwa i Ochrony Ludności, Ośrodków Ochrony Ludności przy wojewodzie, przez inne służby np. wojsko, policję.
Syreny te możemy podzielić na:
- stacjonarne – montowane na budynkach użyteczności publicznej, remizach strażackich itp.
- przewoźne – montowane w pojazdach ratowniczych (pogotowiu ratunkowym, straży pożarnej, policji, pojazdach pogotowia gazowego itp.)